# ویکتور ماتیور
ویکتور ماتیور (به انگلیسی: Victor Mature) (‏۲۹ ژانویه ۱۹۱۳ – ۴ اوت ۱۹۹۹) بازیگر درشت اندام، تئاتر، سینما، و تلویزیون آمریکا که با ایفای نقش در ژانرهای: موزیکال، وسترن، کمدی، حماسه‌های تاریخی و نمایشنامه‌های ملودرام، در سینمای ۱۹۴۰ و ۱۹۵۰ تأثیری شگرف و محبوبیتی پایدار از خود بر جای گذاشت.
عمده شهرت او از بازی تحسین برانگیزش در فیلم سامسون و دلیله شاهکار، سیسیل ب دومیل منبعث می‌شود، و به دنبال آن در فیلم‌های ردا و دیمیتریوس و گلادیاتورها ادامه می‌یابد.

## سالهای نخست زندگی
ویکتور ماتیور با نام ویکتور جوزف ماتری (به انگلیسی: Victor Joseph Maturi) در لوییویل کنتاکی آمریکا زاده شد. وی تنها بازمانده سه فرزند خانواده بود. پدرش، مارسلو جلیندو ماتوری، بعدها با نام، مارسلوس جرج ماتیور، یک مهاجر ایتالیایی زبان اهل پینزولو، ایتالیا بود. که از طریق فروش کارد و قیچی امرار معاش می‌کرد. مادرش، کالارا پی، یک کنتاکی زاده سویسی‌تبار و دختر یک دکتر محلی بود.
ماتیور در زمینه تحصیلات رسمی سابقه درخشانی نداشت. در نخستین روز دبستان انگشت معلمش را گاز گرفت و از آنجا اخراج شد. در آموزشگاه حرفه‌ای، اسپنسرآین، به تحصیل پرداخت، اما موفقیتی حاصل نکرد؛ به، انستیتو نظامی کنتاکی، راه یافت، در آنجا به عنوان یک دانشجوی بی انضباط نظامی به اتهام افراط در نوشیدن الکل و دهن کجی به مقررات مورد بی عنایتی واقع شد.
وی پس از اخراج از کالج افسری در پانزده سالگی به دستیاری پدر شتافت و با او خانه به خانه برای تیز کردن کارد و قیچی دوره‌گردی می‌کرد. این شغل چندان دل پسند نبود. پس از چندی به شیرینی فروشی روی آورد و در این کار موفقیتی کسب کرد و از جمله عمده فروشان شد و با درآمدی که حاصل کرد توانست سهیم و مدیر یک رستوران شود و به عنوان جوانی پیشگام اعتباری کسب کند.

## فعالیت حرفه‌ای

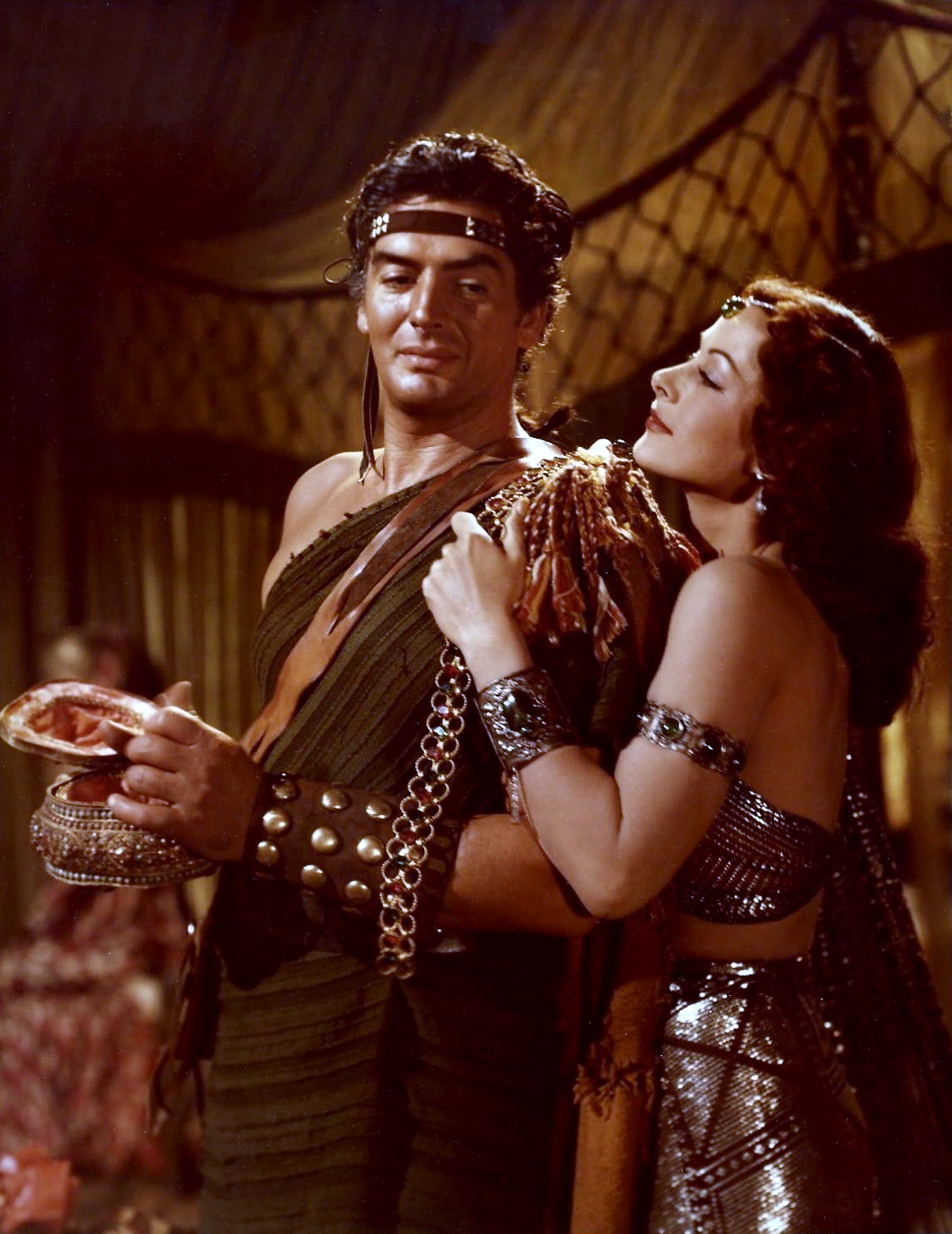
ویکتور ماتیور در حال بازی در فیلم

در ۱۹۳۵ویکتور ماتیور ۲۱ ساله مجذوب بازیگری شد، این اشتیاق وی را برانگیخت تا به سوی هالیوود بار و بنه بر بنند و با مقداری شیرنی به عنوان توشه سفر روی به کالیفرنیا آورد.
درآنجا ابتدا در یک بنگاه کار یابی برای داوطلبان بازیگری ثبت نام کرد؛ و ضمن آنکه از طریق مشاغل گوناگون، از جمله کارگری، براق کردن ماشین، کف شویی و غیره، تأمین معاش می‌کرد، برای کسب مهارت حرفهٔ بازیگری، درتماشاخانه، پاسادینا، به تحصیل پرداخت.
در اثنای این دوران ماتیور برای حفظ استقلال و عدم وابستگی به پدر مدت سه سال در یک خیمه متروک، اقامت کرد.
ماتیورکه با تکیه بر اندرز سالهای قبل پدر: «تا زمانی که مردم بیشتر ازآنچه تو با زبان آن‌ها آشنایی نداری، تو را با زبان خود ناآشنا می‌دانند، می‌توانی پول درآوری!» ترک دیار کرده بود. طی تلگرافی به پدر می‌نویسد: «این تهور را دارم که با ۱۱ سنت دارایی وارد اینجا شدم، ومی خواهم هنرپیشه شوم.»
پدر در پاسخ می‌نویسد: «۴۳ سال قبل من با ۵ سنت دارایی وارد نیویورک شدم در حالیکه حتی یک کلمه انگلیسی نمی‌دانستم اکنون تو ۶ سنت از من بیشتر داری !»
در ۱۹۹۹ نیویورک تایمز در اینباره می‌نویسد: «ازآنجاکه آقای ماتیور از شاخ و برگ دادن به فعالیت‌های زندگی خود به منظور جذب خبرنگاران محظوظ می‌شد، ممکن است این ماجرا ساختگی باشد، اما شکی نیست که وی چند ماهی در یک خیمه واقع در حیاط خلوت، گلیمور براون زندگی کرده‌است.»